# SN 2005ax
SN 2005ax – supernowa odkryta 26 marca 2005 roku w galaktyce NGC 1544. W momencie odkrycia miała maksymalną jasność 14,50m.